# Deparia oldhamii
Deparia oldhamii là một loài dương xỉ trong họ Athyriaceae. Loài này được Y.C.Oh & C.S.Lee mô tả khoa học đầu tiên năm 2002.
Danh pháp khoa học của loài này chưa được làm sáng tỏ. 